# Gunung Mata Ie
Gunung Mata Ie is een bestuurslaag in het regentschap Aceh Barat van de provincie Atjeh, Indonesië. Gunung Mata Ie telt 241 inwoners (volkstelling 2010).